# ارادتمند، جانی دالر (رادیو ایران)
ارادتمند، جانی دالر نام مجموعه نمایش‌های رادیویی بود که در دهه ۱۳۴۰ و ۱۳۵۰ از رادیو ایران پخش می‌شد. این مجموعه بر پایه مجموعه‌ای آمریکایی به همین نام تهیه می‌شد. حیدر صارمی نقش جانی دالر را در این مجموعه بازی می‌کرد و کارگردانی آن را نیز بر عهده داشت. جلال نعمت‌اللهی مترجم این مجموعه بود.
- نویسنده: جک نویمن با نام مستعار جک جانستون
- موزیک متن: فینلاندیا، اثر ژان سیبلیوس فنلاندی